# Kingdom of Noise
Kingdom of Noise è un album dei Man, pubblicato dalla Point Records nell'aprile del 2009. Il disco fu registrato nell'autunno del 2008 al Solar Sound di Blackwood (Galles).

## Tracce
1. Shadow of the Hand – 5:53 (Martin Ace)
2. Steal the World – 4:18 (Josh Ace)
3. Iceflowers – 4:46 (Martin Ace, Engel)
4. Russian Roulette – 7:04 (Martin Ace, Engel)
5. Kingdom of Noise – 3:52 (Josh Ace)
6. Standing in the Rain – 4:47 (Martin Ace)
7. Speak – 3:55 (Josh Ace)
8. Chuffin' Like a Muffin – 4:43 (Martin Ace, Engel)
9. Dissolve into Despair – 4:13 (Josh Ace)

## Musicisti
- Josh Ace - chitarre, voce
- Phil Ryan - tastiera, voce
- Martin Ace - basso, voce
- Bob Richards - batteria, voce

Musicisti aggiunti
- Allan Murdoch - chitarre (brani: 2, 3 e 7)
- René Robrahn - batteria (brani: 3 e 8)[3]